# Basbitti
Basbitti (nep. बसबित्ती) – gaun wikas samiti w środkowej części Nepalu w strefie Dźanakpur w dystrykcie Dhanusa. Według nepalskiego spisu powszechnego z 2011 roku liczył on 536 gospodarstw domowych i 2948 mieszkańców (1541 kobiet i 1407 mężczyzn).